# درجات البرتقالي
في علم البصريات يقع اللون البرتقالي بين طول موجة 585-620 نانومتر والصبغة °30 في نظام الفضاء اللوني ص ش ق (صبغة، شباع، قيمة)، كما يعتبر لونا ثالثياً يقع بين الأصفر والأحمر حسب نظام ح خ ز (أحمر أخضر أزرق). اللون المكمل للبرتقالي هو اللازَوَرديّ.

## درجات البرتقالي

### برتقالي (وب)
اللون البرتقالي كما اصطلح عليه في ألوان الويب موضح على اليسار، وهو معرف في CSS على أنه اللون ذو ثلاثية هيكس #FFA500.

### خوخي

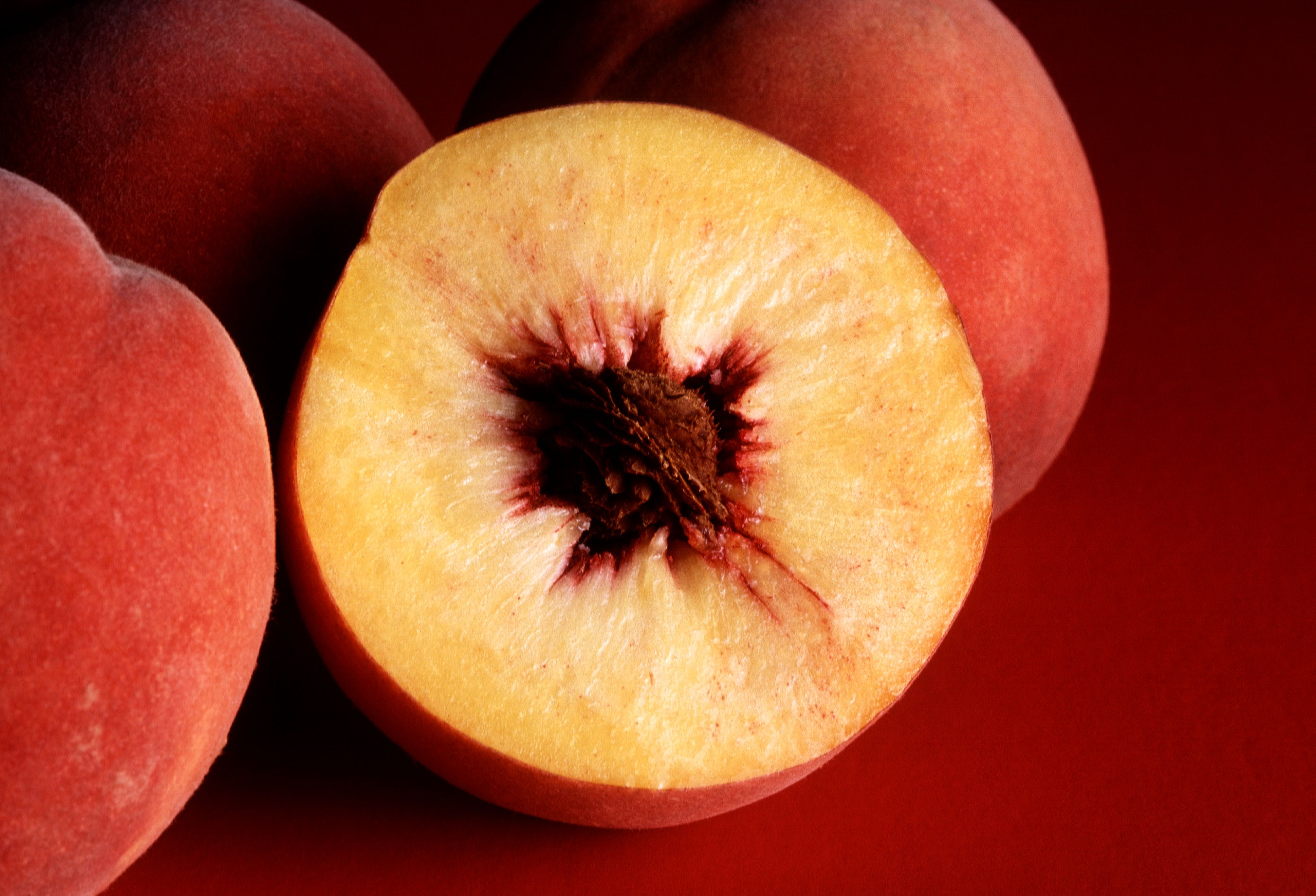
خوخ

يأتي اسم اللون الخوخي من القشرة الخارجية لثمر الخوخ، إلا أنه، كما هو واضح، لا يشبه ألوان أغلب ثمر الخوخ، وربما يكون هذا اللون قد صمم ضمن لوحة ألوان للتصميم الداخلي. يمكن القول أن اللون الخوخي هو درجة فاتحة شاحبة من الوردي-الأصفر. كان أول استخدام للخوخي كلون في الإنجليزية عام 1588.

### مشمشي

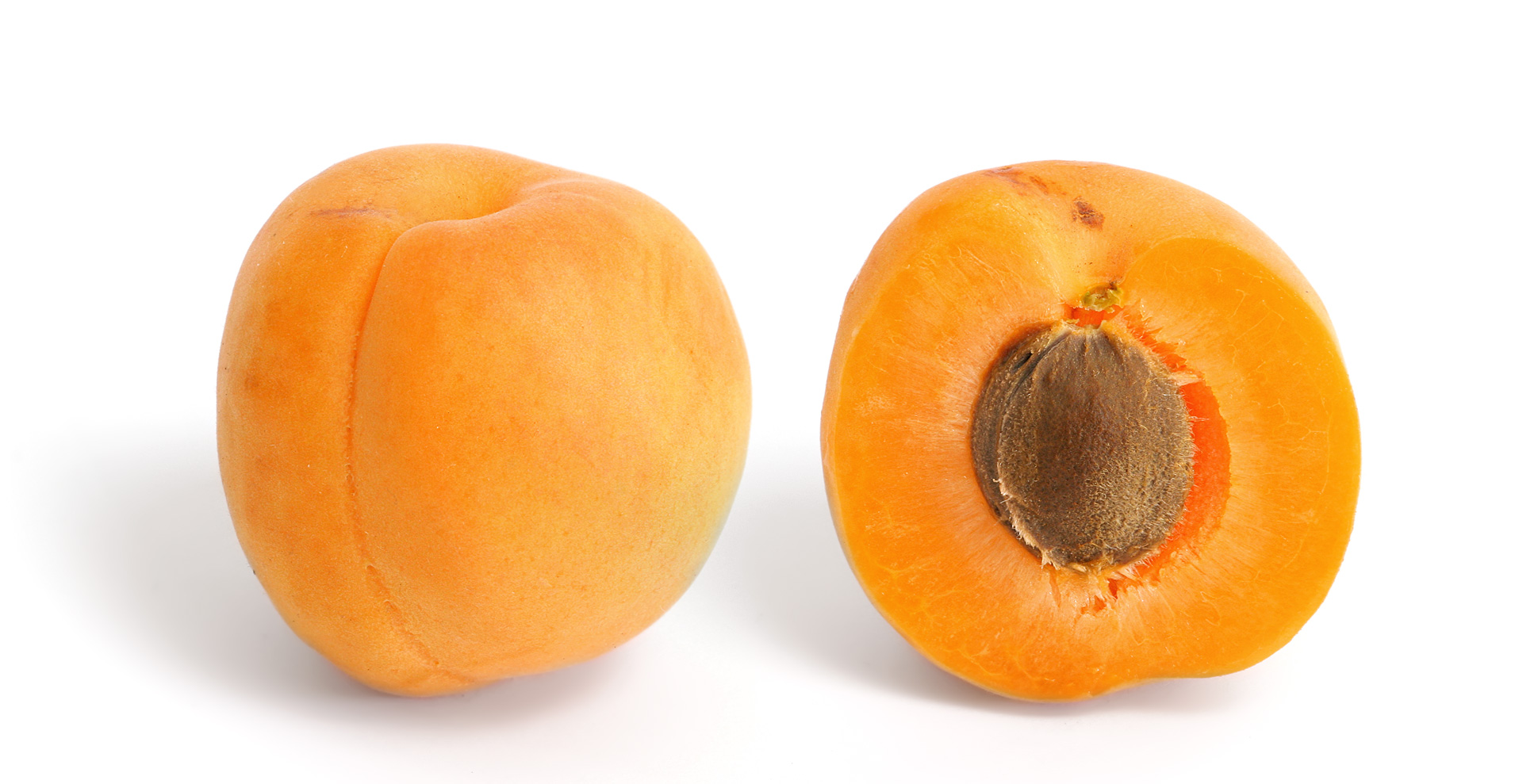
مشمش

يأتي اسم اللون المشمشي من ثمر المشمش، إلا أنه، إلى حد ما، أفتح من المشمش.
أصل الكلمة يأتي في النهاية من اللاتينية persicum) praecox) والتي تعني حرفياً: (الخوخ) باكر النضوج. ومن العربية «برقوق» اشتُقَّت الإنجليزية "Apricot".

### شمامي

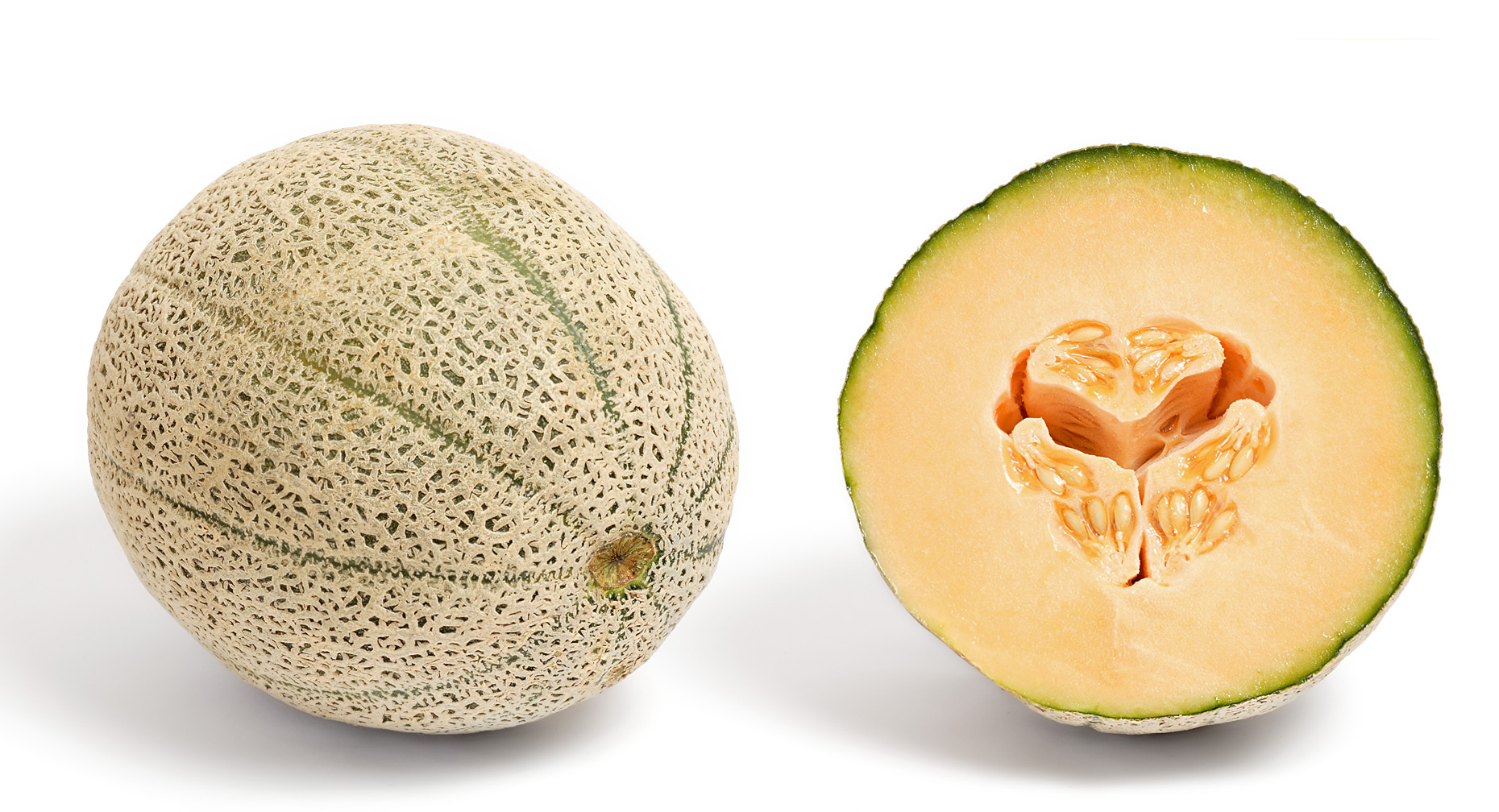
شمام

يأتي اسم اللون الشمامي من ثمر الشمام، وقد أدخل هذا اللون كأحد ألوان Cryola في عام 1949.

### يوسفي ذري
موضح على اليسار اللونُ اليوسفي الذري، وكلمة يوسفي نسبةٌ إلى فاكهة اليوسفي. صيغ هذا اللون كأحد ألوان Cryola عام 1990.
يفترض أن يكون هذا اللون متألقاً، ولكن لا سبيل إلى إظهار التألق على شاشات الحواسيب.

### وردي الشاي

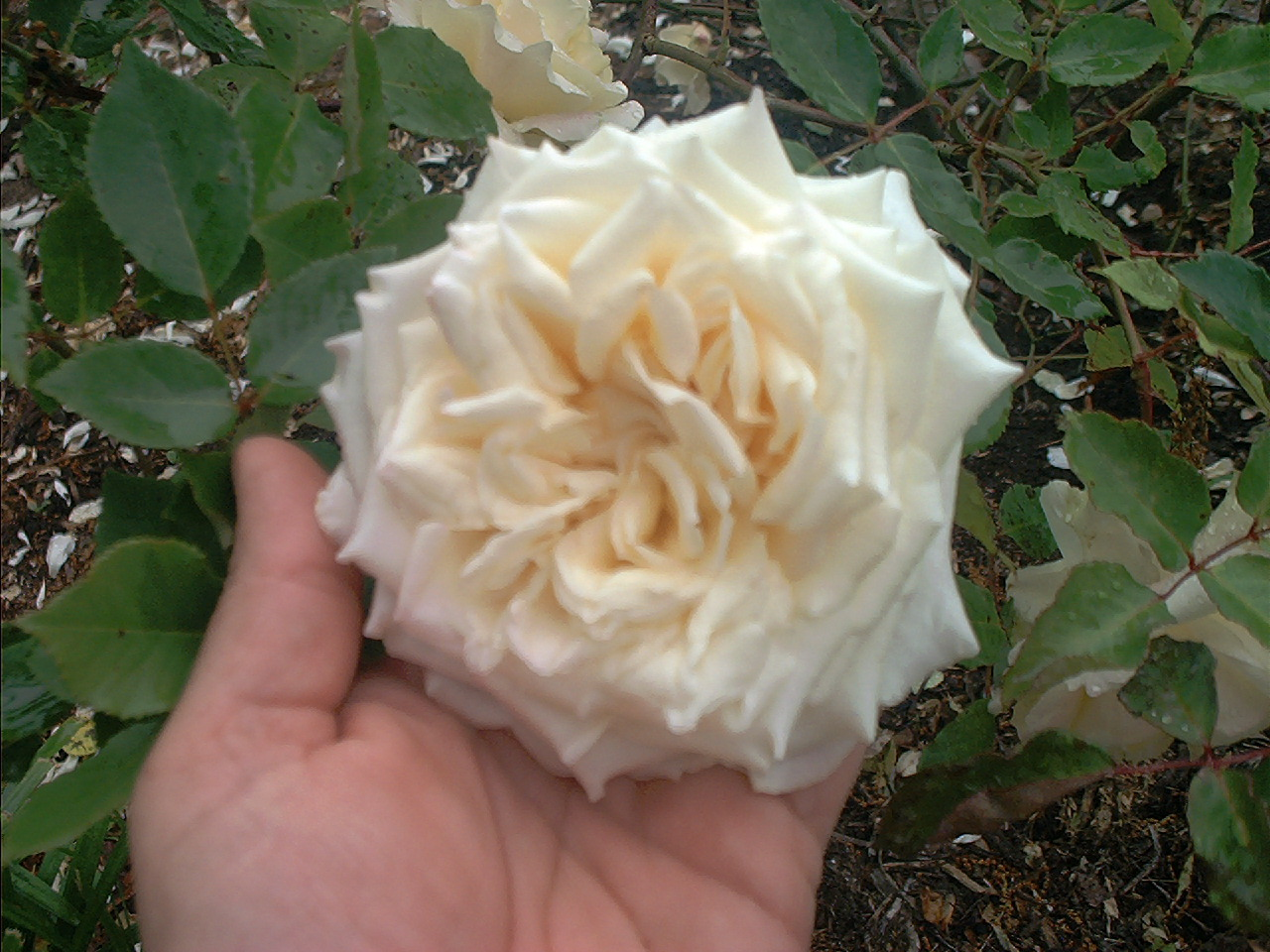
وردة الشاي "السيدة دادلي كروس"

وردي الشاي (البرتقالي) لونٌ يُنسب إلى أحد أنواع الورود، وهو ورد الشاي (بالإنجليزية: Tea Rose)‏، وقد جاءت الكلمة الإنجليزية كذلك لأن رائحة الورد تذكر برائحة الشاي الصيني الأسود (مع أن هذا ليس دائماً)، تتراوح ألوانها بين الأبيض، الوردي، والأصفر إلى المشمشي.
لاحظ أن هذا اللون يختلف عن اللون وردي الشاي الموجود ضمن قائمة الألوان الزهرية.

### برتقالي جزري

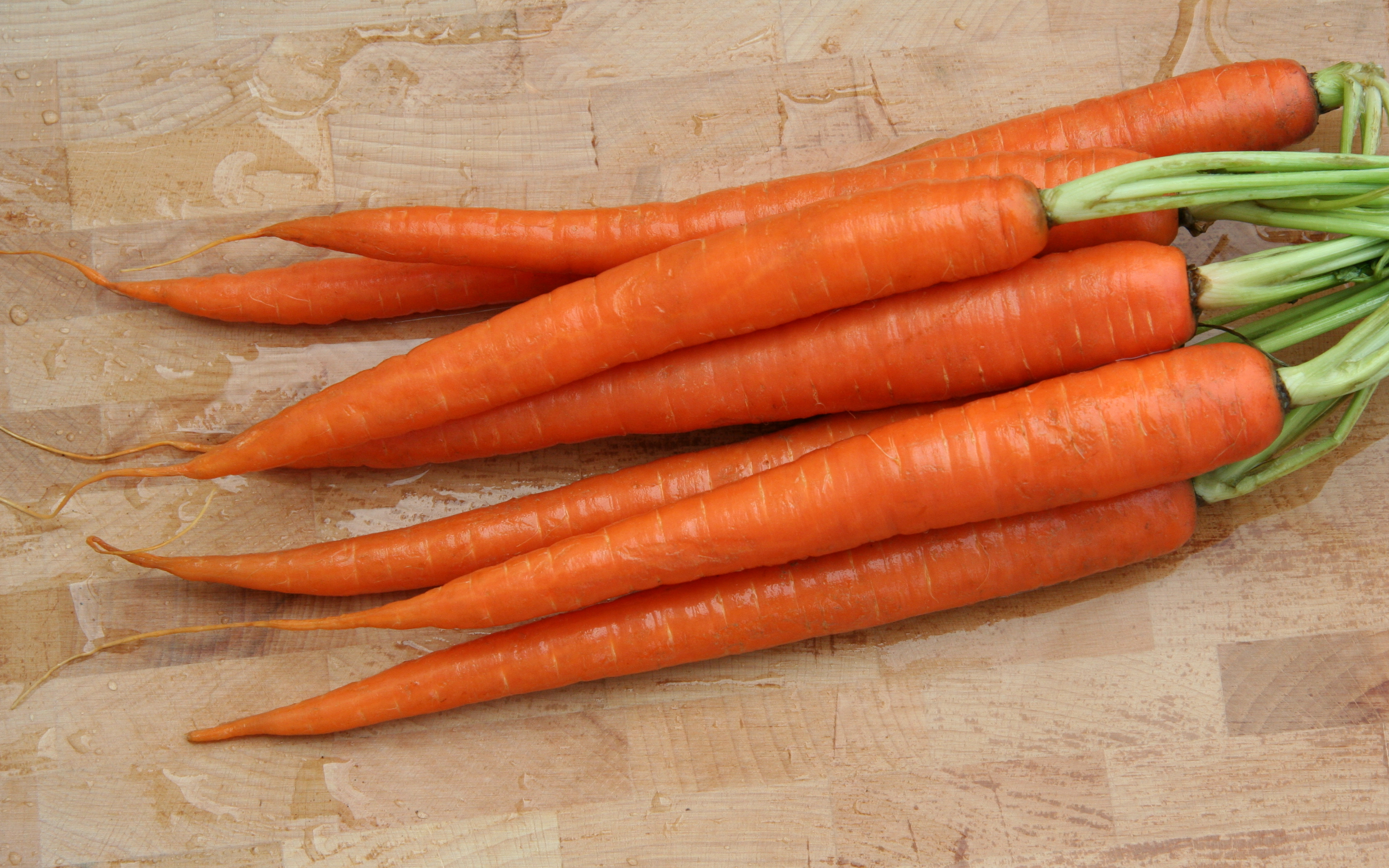
الجزر

اللون البرتقالي الجزري موضح على اليسار، وهو مشيج للبرتقالي يمثل خضار الجزر.

### قشري البرتقال

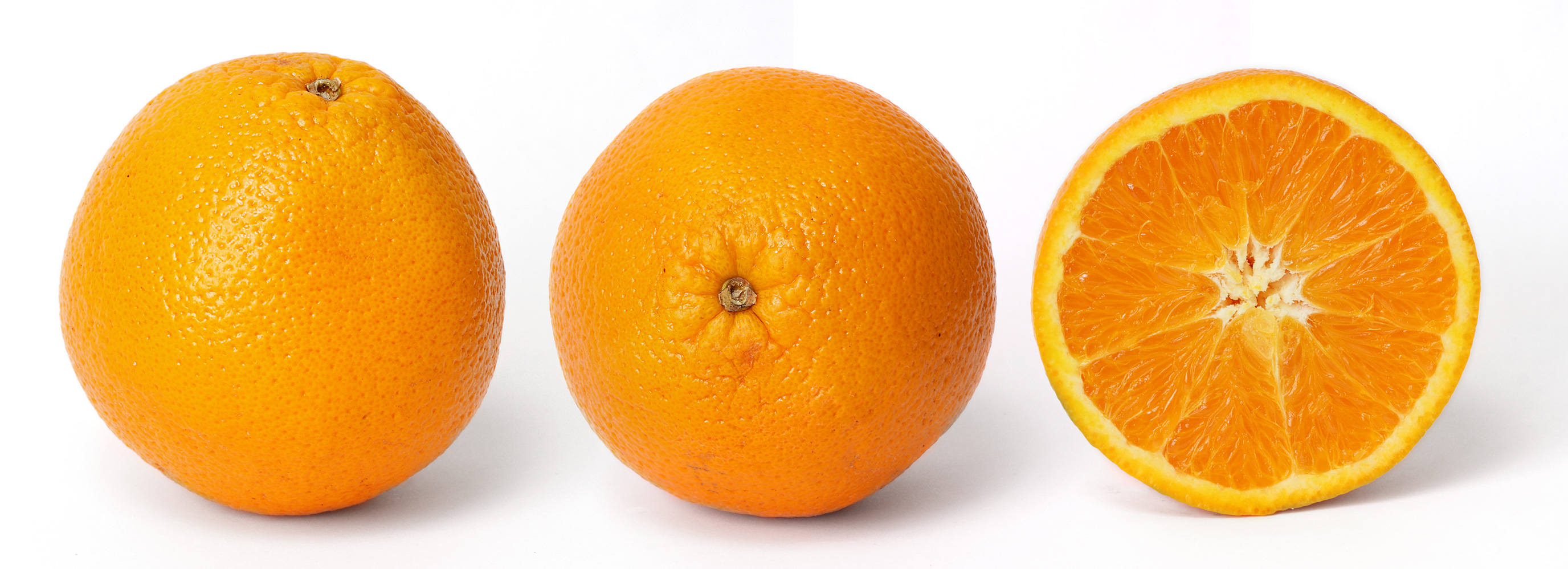
برتقال

اللون قشري البرتقال معروض على اليسار. وهو لون بين أحد درجات البرتقالي (البرتقالي ذو ثلاثية هيكس #FF7F00) وبين العنبري على دولاب الألوان.
هذا اللون يمثل قشر البرتقال.

### برتقالي جامعة برنستون
اللون برتقالي جامعة برنستون معروض على اليسار. هذا هو اللون الذي يمثل جامعة برنستون.

### يوسفي

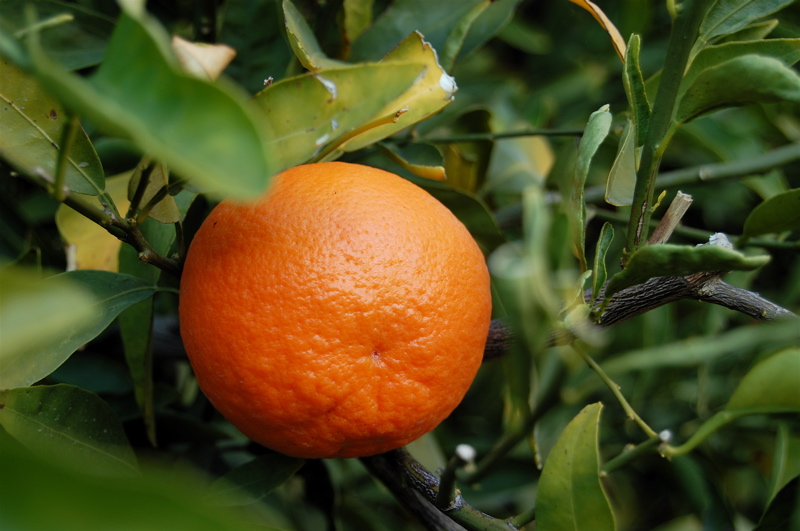
المندرين

اللون اليوسفي معروض على اليسار. هذا اللون يُنسب إلى فاكهة اليوسفي.

### يقطيني

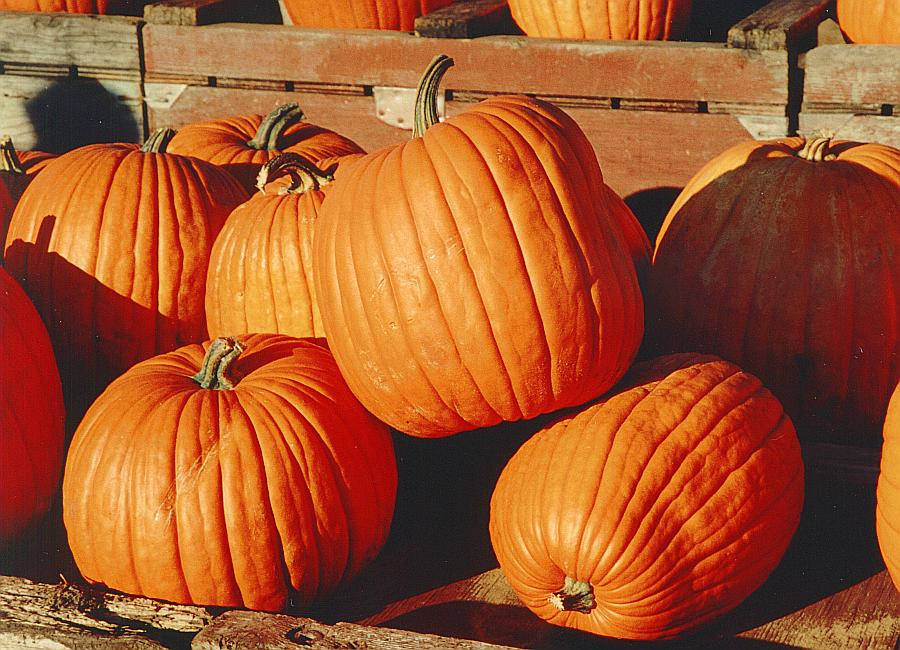
يقطين

اللون اليقطيني معروض على اليسار. ينسب اللون اليقطيني إلى اليقطين، وهو نبات من القرعيات. يُستخدم هذا اللون في احتفالات الهالووين.

### طماطمي

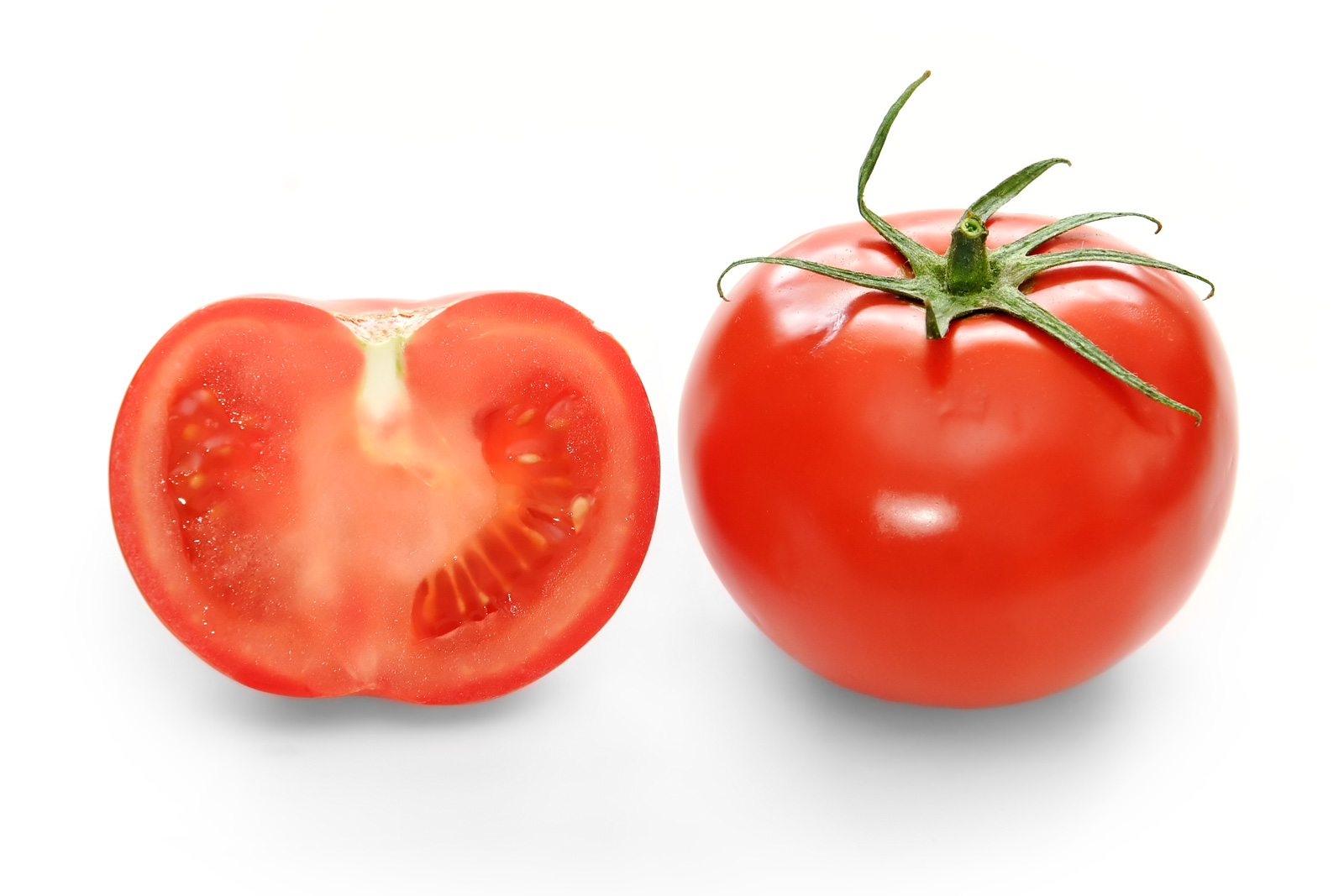
طماطم

اللون الطماطمي معروض على اليسار. يمثل اللون الطماطمي لونَ الطماطم (بعض الطماطم قد تكون أكثر حمرة). عندما اختُرعت أسماء الألوان X11 (بالإنجليزية: X11 color names)‏ صيغ اللون الطماطمي كأحد هذه الألوان.

### برسيموني
اللون البرسيموني معروض على اليسار. ينسب هذا اللون إلى ثمر البرسيمون.

### برتقالي فارسي

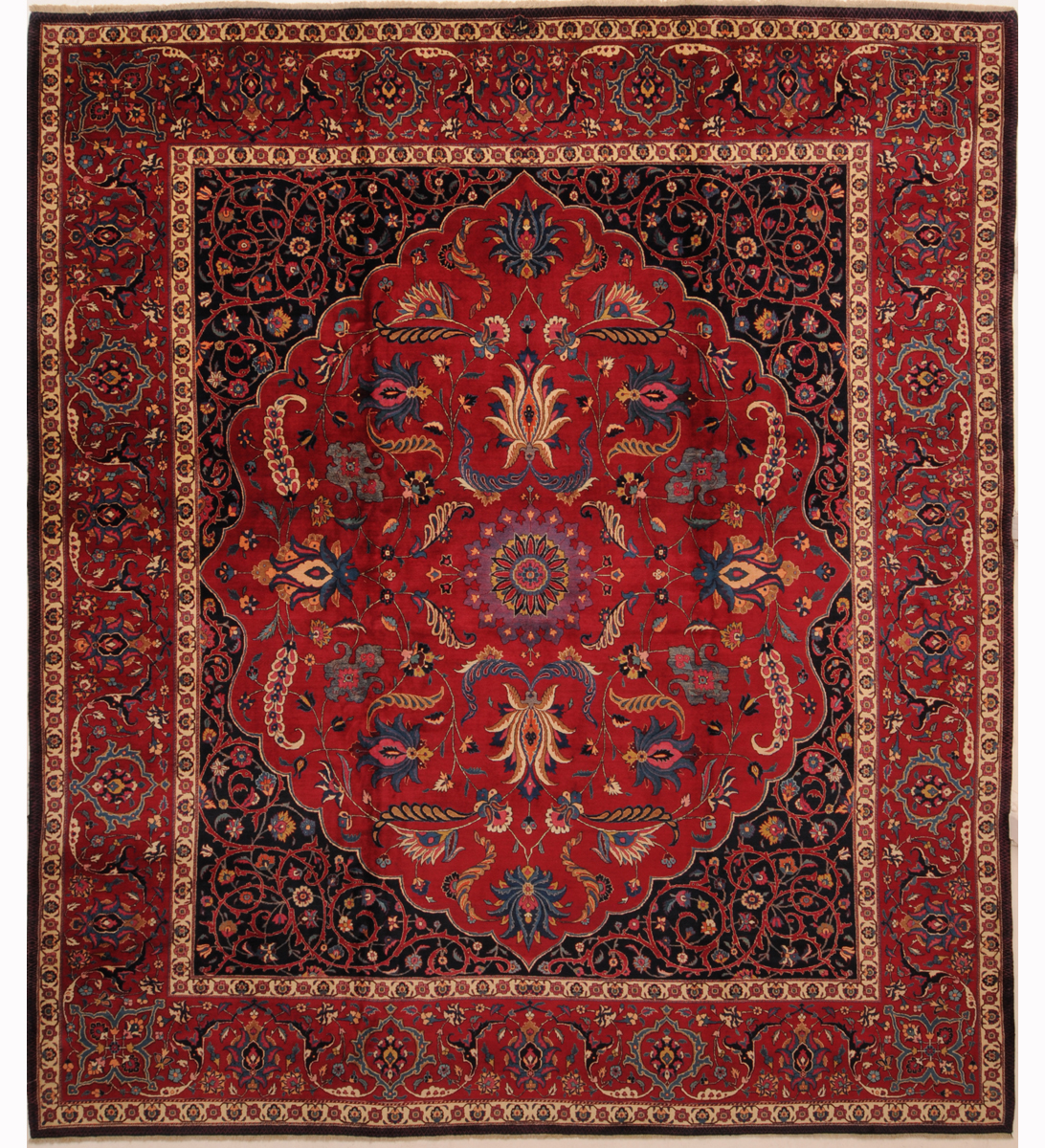
سجادة إيرانية قديمة

اللون البرتقالي الفارسي موضح على اليسار. وهو اللون المستخدم في صناعة السجاد والأواني الفخارية الإيرانية.

### برتقالي سبيكي
البرتقالي السبيكي معروض على اليسار.
يعد هذا اللون أحد مجموعة الألوان الخاصة (ألوان شمع Cryola المعدنية) التي أعدتها Cryola عام 2001 تحت اسم Metallic FX [الإنجليزية].
مع أن هذا اللون معدني، إلا أنه لا سبيل إلى عرض الألوان المعدنية على شاشات الحواسيب.

### برتقالي محروق
البرتقالي المحروق معروض على اليسار، وهو ظل داكن متوسط للبرتقالي.